# أليساندرو دي مينيسيس
أليساندرو دي مينيسيس (بالإيطالية: Alessandro de Minicis)‏ مواليد 4 أغسطس 1963 في كالياري، هو لاعب كرة مضرب إيطالي سابق وكان يلعب باليد اليمنى. أعلى تصنيف له في الفردي كان المركز الـ 135 في سنة 1985. أعلى تصنيف له في الزوجي كان المركز الـ 108 في سنة 1987.

## النهائيات

### الزوجي: (3)
| الرقم | السنة | الدورة           | الأرضية | الشريك      | المنافس في النهائي           | النتيجة في النهائي |
| ----- | ----- | ---------------- | ------- | ----------- | ---------------------------- | ------------------ |
| 1.    | 1985  | تامبيري، فنلندا  | ترابية  | داسو سيمبوس | كارلوس كيرماير لويس ماتار    | 6–4, 1–6, 6–3      |
| 2.    | 1988  | بسكارا، إيطاليا  | ترابية  | روني باثمان | جوزيف تشيهاك ريتشارد فوجل    | 4–6, 6–3, 6–3      |
| 3.    | 1989  | باريولي، إيطاليا | ترابية  | ماسيمو سيرو | إنريكو كوشي فرانشيسكو بيسيلي | 6–4, 6–1           |

## روابط خارجية
- أليساندرو دي مينيسيس على موقع رابطة محترفي التنس (الإنجليزية)
- أليساندرو دي مينيسيس على موقع الاتحاد الدولي لكرة المضرب (الإنجليزية)
- أليساندرو دي مينيسيس على موقع خلاصة التنس.كوم (الإنجليزية)